# Rudolf Carlson
Rudolf Berthold Carlson, född 24 augusti 1896 i Gothem, Gotlands län, död 25 januari 1986 i Gothem, Gotlands län, var en svensk folkskollärare och rektor.

## Biografi
Carlson var son till folkskolläraren Victor Carlson och Maria Jakobsson. Han tog folkskollärarexamen i Uppsala 1919 och var extra ordinarie folkskollärare i Uppsala 1919. Carlson var folkskollärare och kantor i Gothem 1920 samt rektor vid obligatoriska skolväsendet i Dalhems landskommun 1951–1963. Carlson var ledamot av Visby domkapitel 1937–1963, Gotlands läns landstorm 1939–1962 samt satt i kommunfullmäktige och kommunalnämnden i Dalhems landskommun från 1951. Carlson pensionerades 1963.
Carlson gifte sig 1934 med Kerstin Arweson (1905–1996), dotter till lantbrukaren Mathias Arweson och Anna Landström. Han var far till Jan (född 1935), Lars (född 1938) och Gunilla (född 1943). Carlson hade fem syskon, varav Simon Carlson och Viktor Carlson var två. Makarna Carlson är begravda på Gothems kyrkogård.

## Utmärkelser
- Riddare av Vasaorden (RVO) [1]
- Kungliga Patriotiska Sällskapets guldmedalj [4]